# ليون ويليامسون
ليون ويليامسون (بالإنجليزية: Leon Williamson)‏ هو ملاكم كيك بوكسينغ نيوزلندي، ولد في 10 ديسمبر 1968 في أوكلاند في نيوزيلندا.